# Forty Licks
Forty Licks è un compilation della band britannica Rolling Stones pubblicato nel 2002, per celebrare il quarantesimo anniversario dalla nascita della band. La raccolta, oltre ai successi, presenta quattro nuove canzoni: Don't Stop, Keys to Your Love, Stealing My Heart e Losing My Touch, quest'ultima tra le poche degli Stones a presentare Keith Richards alla voce solista.

## Tracce

### Disco 1
| #   | Titoli                             | Tempo | Album di provenienza                  | Compositori                        | Anno |
| --- | ---------------------------------- | ----- | ------------------------------------- | ---------------------------------- | ---- |
| 01. | Street Fighting Man                | 3:15  | Beggars Banquet                       | (Jagger/Richards)                  | 1968 |
| 02. | Gimme Shelter                      | 4:31  | Let It Bleed                          | (Jagger/Richards)                  | 1969 |
| 03. | (I Can't Get No) Satisfaction      | 3:43  | Out of Our Heads (versione USA)       | (Jagger/Richards)                  | 1965 |
| 04. | The Last Time                      | 3:41  | Out of Our Heads (versione USA)       | (Jagger/Richards)                  | 1965 |
| 05. | Jumpin' Jack Flash                 | 3:42  | Singolo                               | (Jagger/Richards)                  | 1968 |
| 06. | You Can't Always Get What You Want | 7:28  | Let It Bleed                          | (Jagger/Richards)                  | 1969 |
| 07. | 19th Nervous Breakdown             | 3:56  | Singolo                               | (Jagger/Richards)                  | 1966 |
| 08. | Under My Thumb                     | 3:41  | Aftermath                             | (Jagger/Richards)                  | 1966 |
| 09. | Not Fade Away                      | 1:48  | The Rolling Stones                    | (Buddy Holly/Norman Petty)         | 1964 |
| 10. | Have You Seen Your Mother, Baby?   | 2:35  | Singolo                               | (Jagger/Richards)                  | 1966 |
| 11. | Sympathy for the Devil             | 6:17  | Beggars Banquet                       | (Jagger/Richards)                  | 1968 |
| 12. | Mother's Little Helper             | 2:46  | Aftermath (versione UK)               | (Jagger/Richards)                  | 1966 |
| 13. | She's a Rainbow (Single Edit)      | 4:13  | Their Satanic Majesties Request       | (Jagger/Richards)                  | 1967 |
| 14. | Get Off of My Cloud                | 2:55  | December's Children (And Everybody's) | (Jagger/Richards)                  | 1965 |
| 15. | Wild Horses                        | 5:43  | Sticky Fingers                        | (Jagger/Richards)                  | 1971 |
| 16. | Ruby Tuesday                       | 3:13  | Between the Buttons (versione USA)    | (Jagger/Richards)                  | 1967 |
| 17. | Paint It, Black                    | 3:44  | Aftermath (versione USA)              | (Jagger/Richards)                  | 1966 |
| 18. | Honky Tonk Women                   | 3:00  | Singolo                               | (Jagger/Richards)                  | 1969 |
| 19. | It's All Over Now                  | 3:26  | 12 x 5                                | (Bobby Womack/Shirley Jean Womack) | 1964 |
| 20. | Let's Spend the Night Together     | 3:26  | Between the Buttons (versione USA)    | (Jagger/Richards)                  | 1967 |

### Disco 2
| #   | Titoli                                                    | Tempo | Album di provenienza   | Compositori                 | Anno |
| --- | --------------------------------------------------------- | ----- | ---------------------- | --------------------------- | ---- |
| 01. | Start Me Up                                               | 3:33  | Tattoo You             | (Jagger/Richards)           | 1981 |
| 02. | Brown Sugar                                               | 3:50  | Sticky Fingers         | (Jagger/Richards)           | 1971 |
| 03. | Miss You                                                  | 3:35  | Some Girls             | (Jagger/Richards)           | 1978 |
| 04. | Beast of Burden (Single Edit)                             | 3:28  | Some Girls             | (Jagger/Richards)           | 1978 |
| 05. | Don't Stop                                                | 3:59  | Forty Licks (inedito)  | (Jagger/Richards)           | 2002 |
| 06. | Happy                                                     | 3:05  | Exile on Main St.      | (Jagger/Richards)           | 1972 |
| 07. | Angie                                                     | 4:32  | Goats Head Soup        | (Jagger/Richards)           | 1973 |
| 08. | You Got Me Rocking                                        | 3:34  | Voodoo Lounge          | (Jagger/Richards)           | 1994 |
| 09. | Shattered                                                 | 3:46  | Some Girls             | (Jagger/Richards)           | 1978 |
| 10. | Fool to Cry (Single Edit)                                 | 4:07  | Black and Blue         | (Jagger/Richards)           | 1976 |
| 11. | Love Is Strong                                            | 3:48  | Voodoo Lounge          | (Jagger/Richards)           | 1994 |
| 12. | Mixed Emotions (Single Edit)                              | 4:01  | Steel Wheels           | (Jagger/Richards)           | 1989 |
| 13. | Keys to Your Love                                         | 4:11  | Forty Licks (inedito)  | (Jagger/Richards)           | 2002 |
| 14. | Anybody Seen My Baby? (Forty Licks Edit)                  | 4:08  | Bridges to Babylon     | (Jagger/Richards/Lang/Mink) | 1997 |
| 15. | Stealing My Heart                                         | 3:42  | Forty Licks (inedito)  | (Jagger/Richards)           | 2002 |
| 16. | Tumbling Dice                                             | 3:47  | Exile on Main St.      | (Jagger/Richards)           | 1972 |
| 17. | Undercover of the Night (Forty Licks Edit)                | 4:13  | Undercover             | (Jagger/Richards)           | 1983 |
| 18. | Emotional Rescue (Forty Licks Edit)                       | 3:41  | Emotional Rescue       | (Jagger/Richards)           | 1980 |
| 19. | It's Only Rock 'n Roll (But I Like It) (Forty Licks Edit) | 4:09  | It's Only Rock 'n Roll | (Jagger/Richards)           | 1974 |
| 20. | Losing My Touch                                           | 5:06  | Forty Licks (inedito)  | (Jagger/Richards)           | 2002 |

## Formazione

### Gruppo
- Mick Jagger - voce
- Keith Richards - chitarra
- Brian Jones - chitarra
- Mick Taylor - chitarra
- Ron Wood - chitarra
- Bill Wyman - basso
- Charlie Watts - batteria

### Ospiti
- Madelaine Bell - cori
- Sugar Blue - armonica
- Blondie Chaplin - cori, shaker
- Merry Clayton - voce in Gimme Shelter
- Mel Collins - sax
- Sara Dash - cori
- Jim Dickinson - piano
- Rocky Dijon - percussioni, congas
- Sly Dunbar - percussioni
- Marianne Faithfull - cori
- Lisa Fischer - cori
- Bernard Fowler - cori
- Nicky Harrison - arrangiamento archi in Angie
- Nicky Hopkins - piano, cori
- Kick Horns - ottoni
- Luis Jardim - percussioni
- Darryl Jones - basso
- John Paul Jones - arrangiamento sezione archi
- Bobby Keys - sax, percussioni
- Clydie King - cori
- Al Kooper - piano, corno francese, organo
- Chuck Leavell - piano, organo, tastiere
- The London Bach Choir - coro
- Dave Mason - shanai in Street Fighting Man
- Ian McLagan - pianoforte elettrico
- Jimmy Miller - percussioni, batteria, campanaccio, batteria aggiuntiva
- Jamie Muhoberac - basso, tastiere
- Ivan Neville - cori
- Nanette Newman - cori
- Jack Nitzsche - piano, arrangiamento coro
- Anita Pallenberg - cori
- Jim Price - tromba, trombone
- Ian Stewart - piano
- Doris Troy - cori
- Vanetta - cori
- Waddy Wachtel - chitarra elettrica, chitarra acustica
- Don Was - tastiere
- Denis O'Regan - fotografie

## Classifiche
| Classifica (2002) | Posizione massima |
| ----------------- | ----------------- |
| Australia         | 3                 |
| Austria           | 3                 |
| Belgio (Fiandre)  | 1                 |
| Belgio (Vallonia) | 1                 |
| Canada            | 2                 |
| Danimarca         | 2                 |
| Europa            | 1                 |
| Finlandia         | 8                 |
| Francia           | 1                 |
| Germania          | 2                 |
| Grecia            | 1                 |
| Italia            | 1                 |
| Norvegia          | 2                 |
| Nuova Zelanda     | 1                 |
| Paesi Bassi       | 2                 |
| Portogallo        | 1                 |
| Regno Unito       | 2                 |
| Spagna            | 5                 |
| Stati Uniti       | 2                 |
| Svezia            | 2                 |
| Svizzera          | 2                 |